# Matthias Joseph Anker

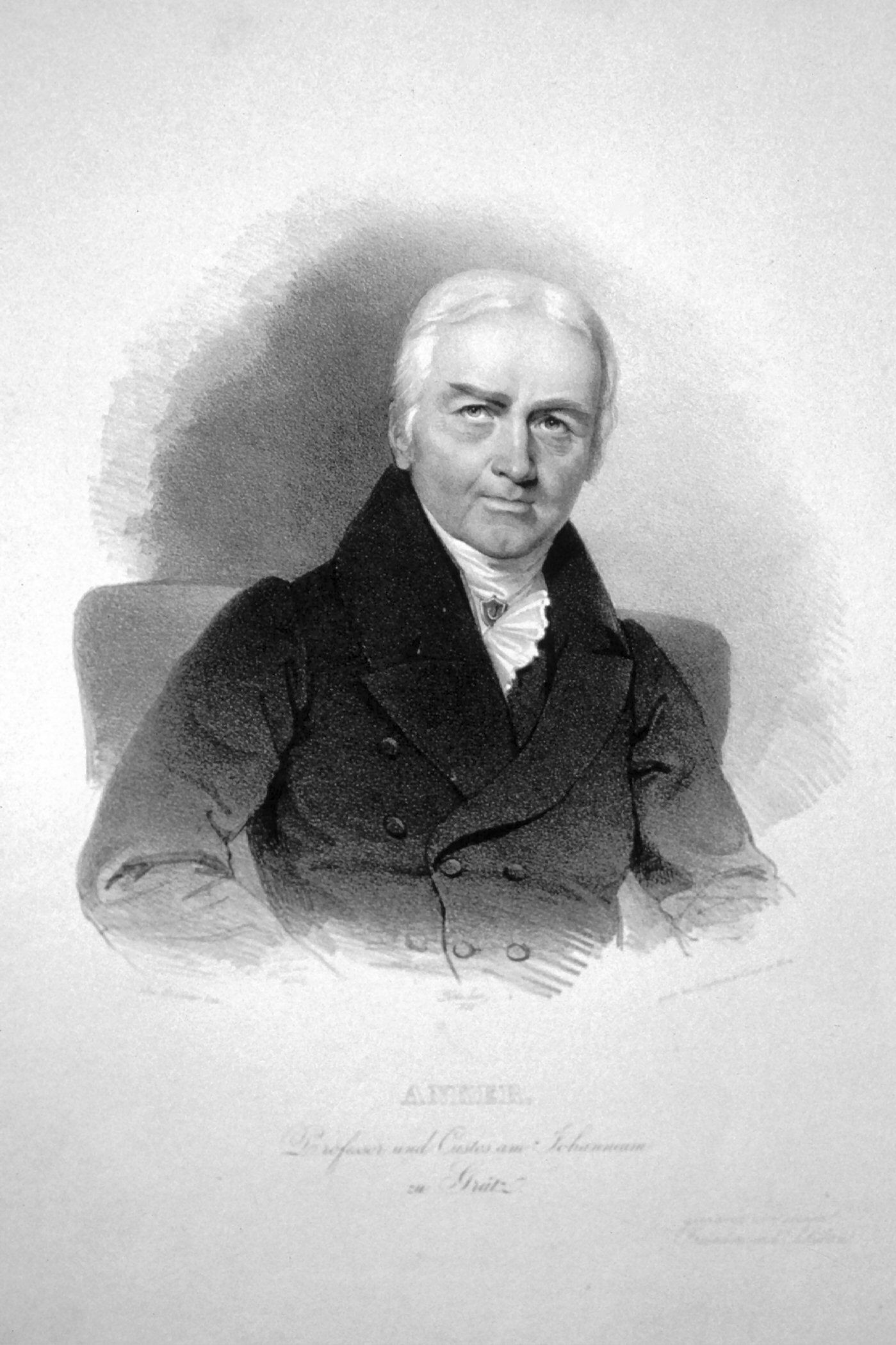
Matthias Joseph Anker, Lithographie von Josef Kriehuber nach Teltscher

Matthias Joseph Anker (* 6. Mai 1771 in Graz; † 3. April 1843 ebenda)  war ein österreichischer Chirurg und Mineraloge.

## Leben
Anker war der Sohn von Mathias Anker, eines aus Kufstein in Tirol stammenden Chirurgen in der Steiermark. Seine Mutter war Elisabeth (geborene Reiser, † 1793). Er besuchte zunächst die Volksschule und zwei Klassen der Grammatikalschule des Augustiner-Chorherrenstifts in Stainz und absolvierte danach eine Lehre bei einem Wundarzt. Sein älterer Bruder, der als k. k. Feldarzt tätig war, sowie der Stiftskaplan Thomas Lechner weckten seinen Wunsch nach einer höheren Ausbildung. Er ging nach Wien, wo er musikalischen Unterricht erteilte und Naturwissenschaften und Medizin studierte, so dass er 1793 die Magisterwürde der Chirurgie erwarb. Anschließend musste er, nach dem Tod des Vaters, wegen der auf dem elterlichen Hause in Stainz haftenden Chirurgie-Gerechtsame die Stellung des Vaters dort übernehmen. 1807 bekam er die Stelle eines k. k. Kreiswundarztes in Graz. Er beschäftigte sich aber auch weiterhin mit den Naturwissenschaften, hier insbesondere mit der Mineralogie. Er erhielt den Auftrag, die Mineraliensammlung an der Alten Universität in Graz zu ordnen, die von Leopold Biwald stammte. 1808 veröffentlichte er eine Schrift zur Bestimmung von unbekannten Fossilien. 1811 gab er seinen Beruf als Arzt auf und wurde ein Mitarbeiter von  Friedrich Mohs am Joanneum. Als Mohs 1818 nach Freiberg berufen wurde, übernahm Anker dessen Lehrtätigkeit und wurde am 3. Juni 1824 Professur der Mineralogie am Joaneum. Er wurde zudem Kustos der mineralogischen Sammlung des Grazer Landesmuseums. Anker beschäftigte sich mit der Neuordnung der Bestände, wobei er das System von Mohs beibehielt, das dieser für die Sammlung des Kaufmanns Jakob van der Nüll in Wien angewandt hatte, wobei die Mineralien nach ihren physikalischen Eigenschaften eingeteilt wurden. Er gab 1828/1839 einen Katalog der Sammlung heraus. Im Jahr 1835 veröffentlichte er seine Analyse des später durch Wilhelm von Haidinger nach ihm benannten Minerals Ankerit. Trotz seiner Emeritierung im Jahr 1839 war er bis zu seinem Tod als Direktor der mineralogischen Sammlung tätig.
Anker hatte das ganze Land bereist, um seine Forschungen zu betreiben und veröffentlichte die Ergebnisse. 1832 entwarf er die erste geognostische Karte von der Steiermark. Er war seit dem 10. Mai 1795 mit Theresia (geborene Goutta, verwitwete Dienzel, † 1818) verheiratet, mit der er einen Sohn Eduard Anker (1799–1818) hatte.
Viele weitere Details zum Leben von Matthias Joseph Anker finden sich in einer Publikation von Flügel.

## Schriften
- Art und Weise, wie man beiläufig zu Werke gehen kann, um ein gefundenes unbekanntes Fossil zu bestimmen. Graz 1808.
- Kurze Darstellung einer Mineralogie von Steiermark. Franz Ferstl, Graz 1809 (books.google.com.bn).
- Darstellung der mineralogisch-geognostischen Gebirgsverhältnisse der Steiermark. Graz 1835.